# ياكوبا ديارا
ياكوبا ديارا (بالفرنسية: Yacouba Diarra)‏ (30 نوفمبر 1988 بباماكو في مالي - ) هو لاعب كرة قدم مالي في مركز الوسط. شارك مع منتخب مالي لكرة القدم. أما مع النوادي، فقد لعب مع الترجي الرياضي الجرجيسي والنادي الرياضي لحمام الأنف والنجم الرياضي الساحلي ونادي إنبي ونادي معيذر وAS Korofina ‏.

## وصلات خارجية
- ياكوبا ديارا على موقع قاعدة بيانات كرة القدم.إي يو (الإنجليزية)
- ياكوبا ديارا على موقع ناشيونال فوتبول تيمز (الإنجليزية)